# Shahrestān di Aran-e Bidgol
Lo shahrestān di Aran-e Bidgol (farsi شهرستان آران و بیدگل) è uno dei 24 shahrestān della provincia di Esfahan, in Iran. Il capoluogo è Aran e Bid Gol. Lo shahrestān è suddiviso in 2 circoscrizioni (bakhsh):
- Centrale (بخش مرکزی)
- Kavirat (بخش کویرات), con capoluogo Abu Zeydabad. (ابوزيداباد).